# Xintoisme

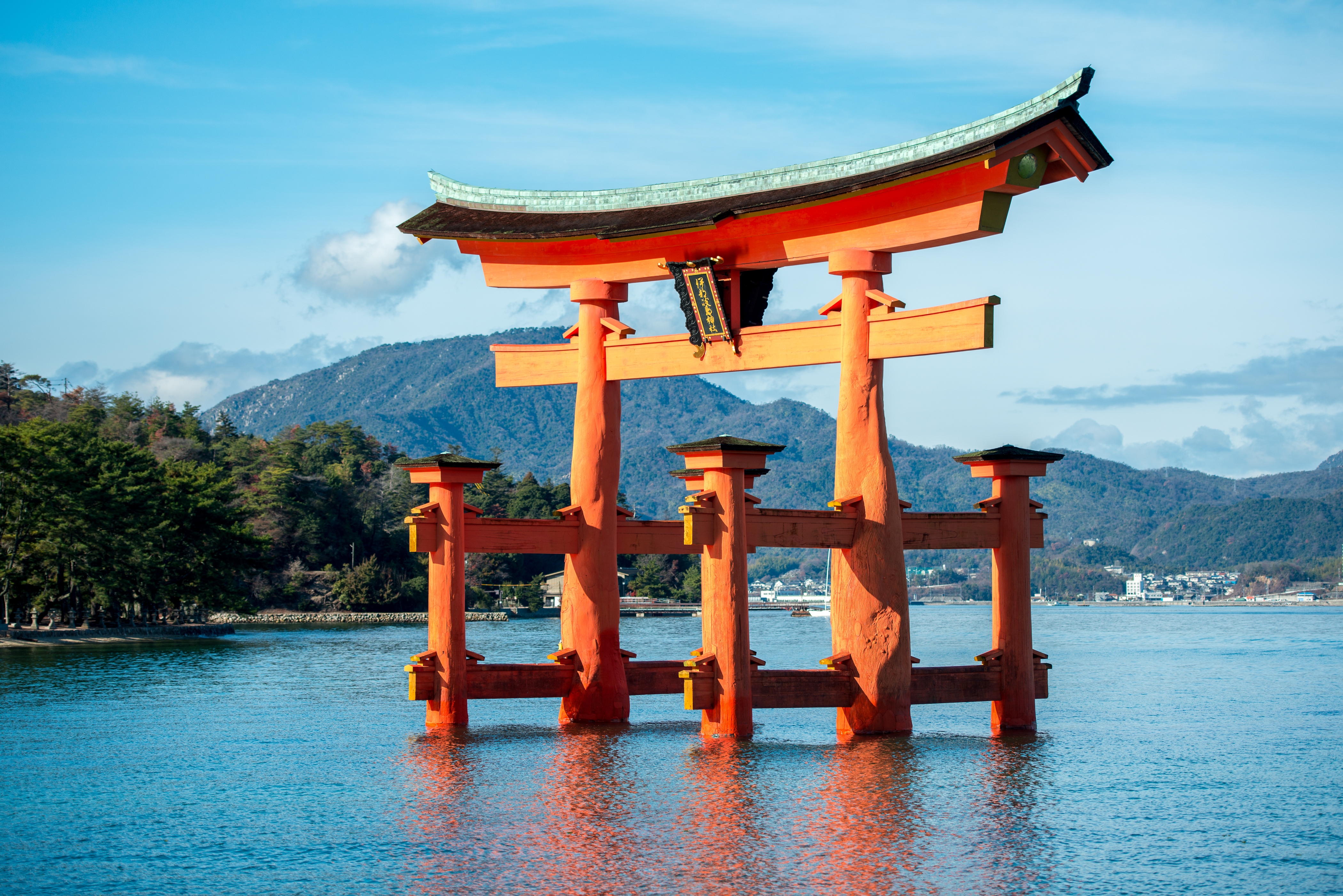
La porta d'entrada del torii al santuari d'Itsukushima a la prefectura d'Hiroshima, Japó, és un dels exemples de torii més famosos del país. Els torii marquen l'entrada als santuaris xintoistes i són símbols reconeixibles de la religió.

El xintoisme (del japonès 神 道, 'camí dels déus') és el conjunt de creences de l'arxipèlag japonès. Classificada com una religió oriental pels estudiosos de la religió, els seus practicants sovint la consideren com la religió indígena del Japó i com una religió de la natura. Els estudiosos de vegades anomenen els seus practicants xintoistes, encara que els adeptes rarament utilitzen aquest terme ells mateixos. No hi ha cap autoritat central que controli el xintoisme, amb molta diversitat de creences i pràctiques evidents entre els creients.
Com a religió politeista i animista, el xintoisme gira al voltant d'entitats sobrenaturals anomenades kami (神). Els kami es creu que habiten totes les coses, incloses les forces de la natura i els llocs destacats del paisatge. Els kami són adorats en santuaris domèstics, santuaris familiars i santuaris públics de jinja. Aquests últims estan ocupats per sacerdots, coneguts com kannushi, que supervisen el menjar i la beguda que s'ofereix als kami específics consagrats en aquest lloc. Això es fa per conrear l'harmonia entre els humans i els kami i sol·licitar la benedicció d'aquest últim. Altres rituals comuns inclouen els balls kagura, ritus de pas i festes de temporada. Els santuaris públics faciliten les formes d'endevinació i proporcionen objectes religiosos, com ara amulets, als seguidors de la religió. El xintoisme posa un enfocament conceptual important en garantir la puresa, en gran part mitjançant pràctiques de neteja com el rentat i el bany rituals, especialment abans del culte. Es fa poc èmfasi en codis morals específics o creences particulars del més enllà, encara que es considera que els morts poden convertir-se kami. La religió no té un únic creador ni una doctrina específica, sinó que existeix en una àmplia gamma de formes locals i regionals.
Encara que els historiadors debaten en quin punt és adequat referir-se al xintoisme com a religió diferent, la veneració dels kami es remunta al període Yayoi del Japó (300 aC a 300 dC). El budisme va entrar al Japó al final del període Kofun (del 300 al 538 dC) i es va estendre ràpidament. La sincretització religiosa va fer que el culte a kami i el funcionament del budisme esdevingueren inseparables, un procés anomenat shinbutsu-shūgō. El kami va arribar a ser vist com a part de la cosmologia budista i es va representar cada cop més antropomòrficament. La tradició escrita més antiga sobre el culte a kami es va registrar al Kojiki del segle VIII i Nihon Shoki. En els segles següents, shinbutsu-shūgō va ser adoptat per la casa imperial japonesa. Durant l'era Meiji (1868 a 1912), el lideratge nacionalista japonès va expulsar la influència budista del culte kami i va formar l'Estat Shinto, que alguns historiadors consideren l'origen del Shinto com una religió diferent. Els santuaris van quedar sota una influència creixent del govern i es va animar als ciutadans a adorar l'emperador com a kami. Amb la formació de l'Imperi japonès a principis del segle xx, el xintoisme va ser exportat a altres zones de l'Àsia oriental. Després de la derrota del Japó a la Segona Guerra Mundial, el xintoisme es va separar formalment de l'estat.
El xintoisme es troba principalment al Japó, on hi ha uns 100.000 santuaris públics, tot i que també es troben practicants a l'estranger. Continua vigent al Japó actual i modern. Numèricament, és la religió més gran del Japó, la segona és el budisme. La majoria de la població del país participa tant en activitats xintoistes com budistes, especialment en festivals, reflectint una visió comuna a la cultura japonesa que les creences i pràctiques de diferents religions no han de ser exclusives. Aspectes del xintoisme s'han incorporat a diversos nous moviments religiosos japonesos.

## Característiques

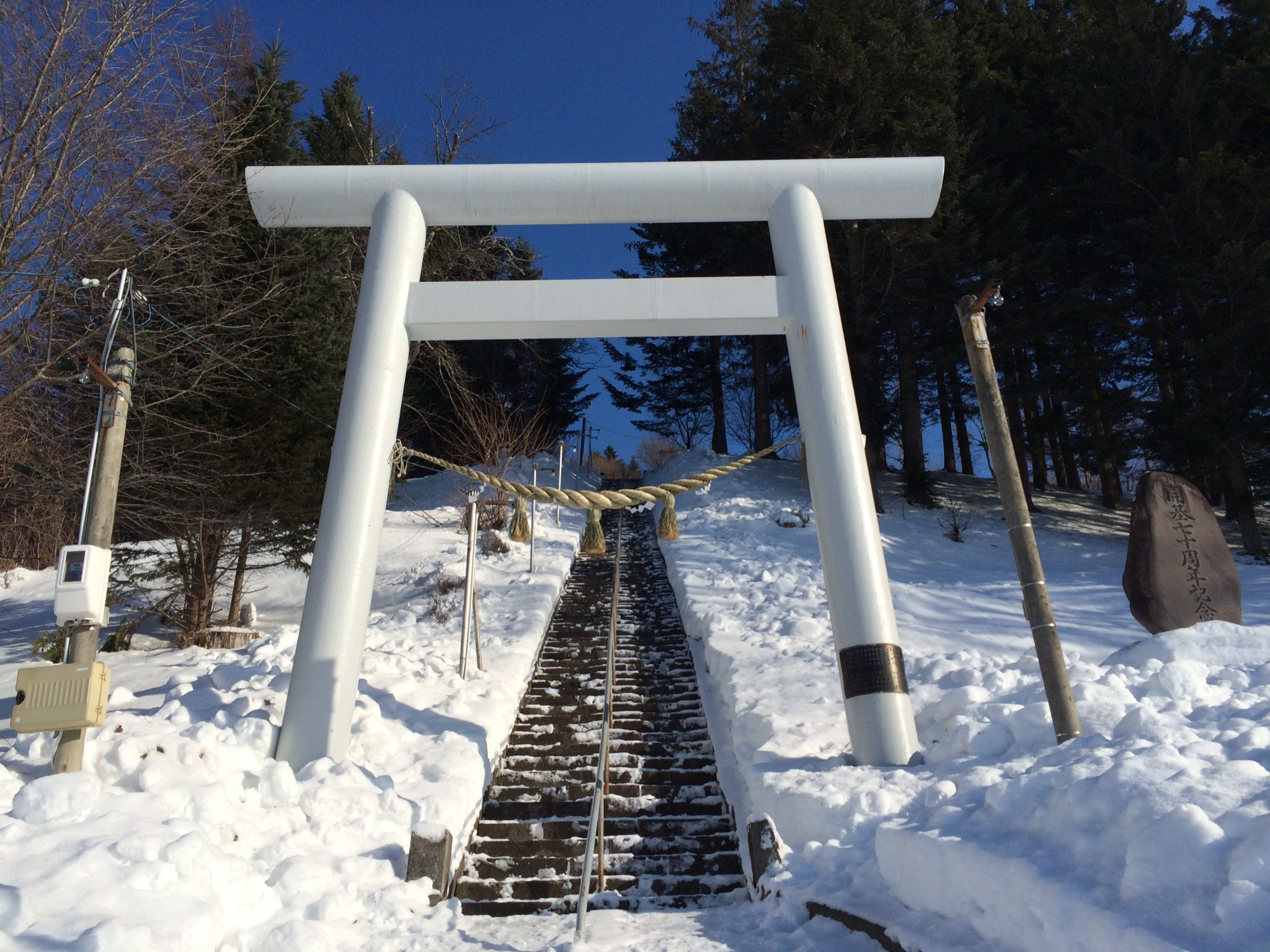
Una porta d'entrada torii al santuari Yobito, a la ciutat d'Abashiri, Hokkaido

El xintoisme és una religió ètnica, que pot descriure's com una forma sofisticada d'animisme, profundament identificada amb la cultura japonesa. També és una religió natural, en què els llibres es limiten a descriure'n les creences i els fonaments. Dona més importància a l'aquí i a l'ara que no pas a un més enllà. Afirma l'existència d'éssers espirituals (kami) que poden trobar-se a la natura o en nivells superiors d'existència. No posseeix textos sagrats, ni una deïtat única ni predominant, ni regles establertes per a l'oració, tot i que sí que compta amb narracions mítiques que expliquen l'origen del món i dels japonesos, així com temples i matsuri, o festivals religiosos als quals acudeixen milers de persones en dates importants als temples.
Fou religió d'Estat fins al 1945 i va ser utilitzada com a ideologia legitimadora durant el període militarista de la història japonesa recent. Quan el budisme va arribar al país al segle vi, aquest va exercir una profunda influència sobre el xintoisme, encara que l'últim també ha modelat la tradició budista en aquest país fins a donar-li una forma característica. De fet, les dues religions defineixen la religiositat nipona i els japonesos solen practicar els ritus d'ambdues tradicions segons la naturalesa de l'ocasió (solen preferir el xintoisme per als rituals de naixement i matrimoni, i el budisme per als ritus funeraris). Per seva natura tan lligada a la personalitat japonesa, l'expansió del xintoisme fora de les illes del Japó ha quedat limitada generalment a les comunitats nipones de l'emigració.

## Orígens
Les religions originàries de diversos països asiàtics conserven patrons similars, com a la Xina, el Japó i Corea respecte als elements de culte als avantpassats. Això es deu al fet que els seus conceptes parteixen que l'ànima o essència també roman lligada al cos després de la mort o pot romandre prop d'ell, i tal vegada pugui tornar com a dimoni o fantasma per a fer mal als humans si no se li presenten ofrenes i una certa veneració.
Aquests conceptes es lliguen íntimament amb la mena de vida originada a través del treball agricultor del poble, ja que el Japó va ser explotat per colons vinculats que van viure en dependència de les forces de la naturalesa i cicles de les estacions, sobre els quals es considerava que es podia influir de manera beneficiosa dominant-los mitjançant la màgia i el ritu.
Els humans, desitjosos d'aconseguir la possessió de la força màgica causant de rendiments productius amb la naturalesa, van idear una sèrie de pràctiques que es realitzen per mitjà de xamans i posteriorment mitjançant els emperadors.

## Creences

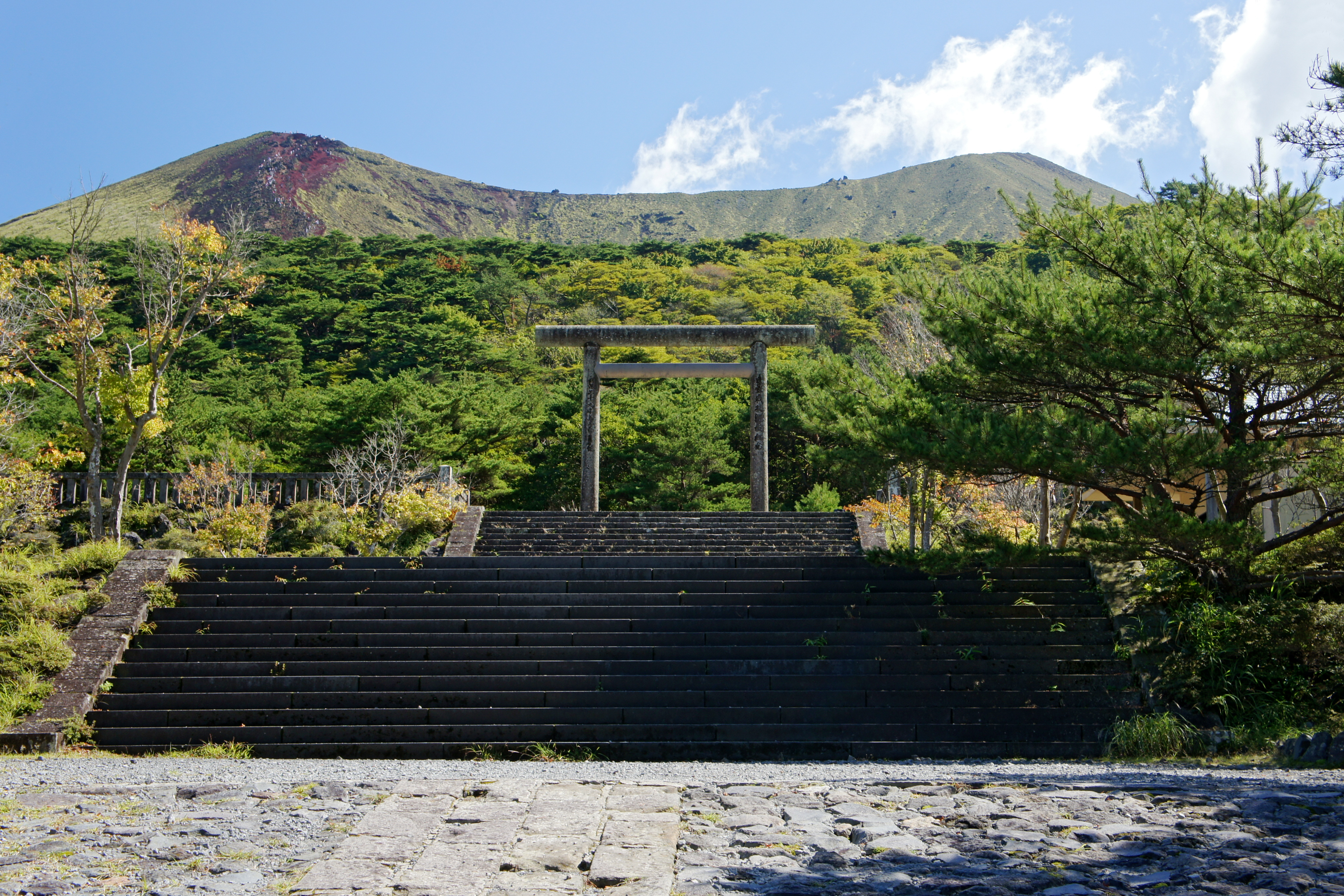
Una porta torii al santuari de Takachiho-gawara prop de Kirishima, a la prefectura de Kagoshima, que s'associa amb la història mitològica del descens de Ninigi-no-Mikoto a la terra.

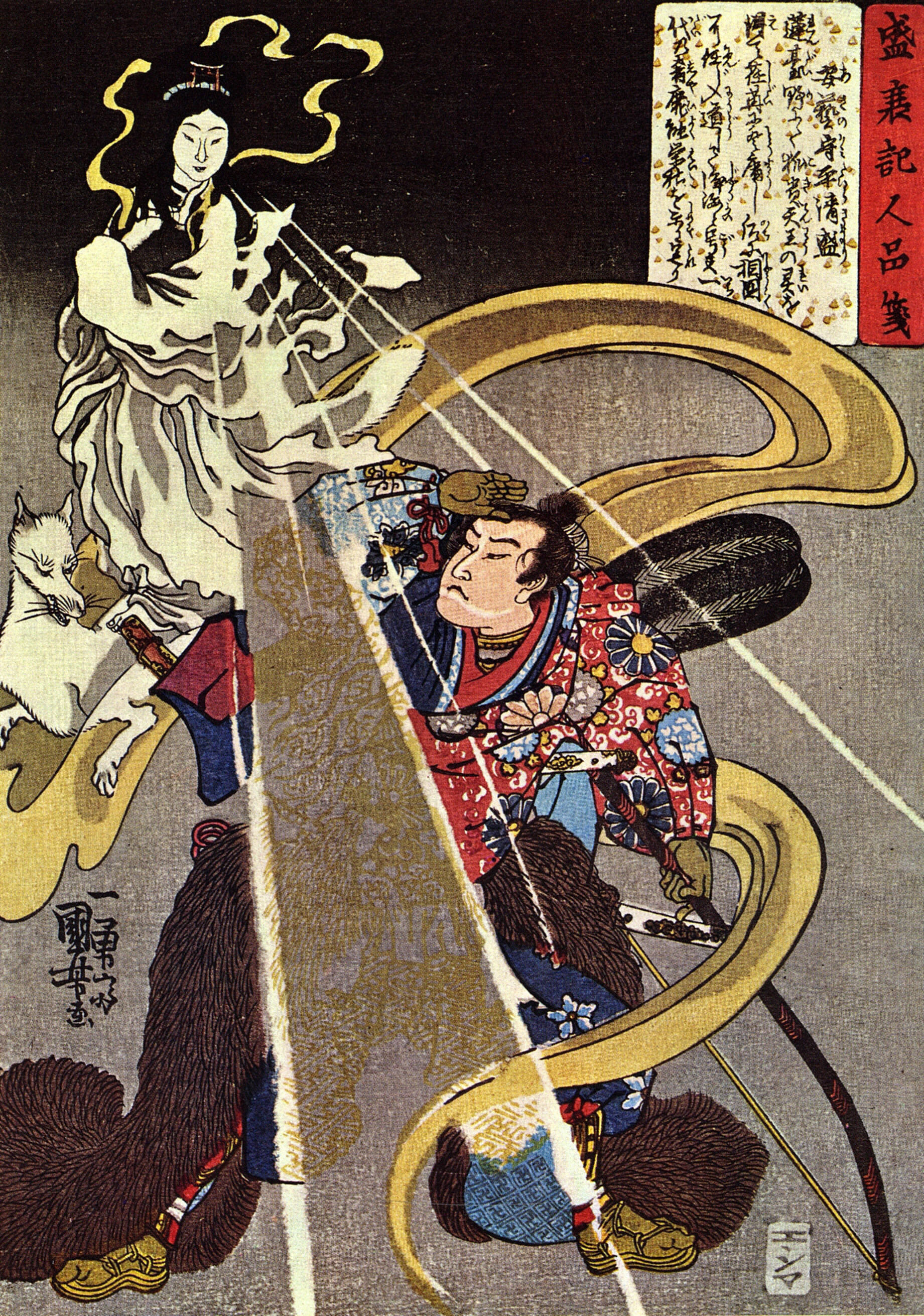
Una representació artística d'Utagawa Kuniyoshi del kami Inari apareixent-se a un home

El xintoisme afirma l'existència de divinitats o éssers espirituals (kami) que poden trobar-se en la naturalesa o en nivells superiors d'existència. Aquest terme, que constitueix el concepte central del culte, va arribar a aplicar-se a qualsevol força sobrenatural o Déu, com els déus de la naturalesa, homes excel·lents, avantpassats deïficats o fins a "Deïtats que representen certs ideals o simbolitzen un poder abstracte" (The Encyclopedia of Religion). Encara que el terme Yaoyorozu-nokami significa literalment "vuit milions de déus", s'utilitza per a referir-se a "molts déus, perquè la quantitat de Deïtats de la religió xintoista augmenta constantment. Els japonesos, com a fills dels esperits o kami, tenen abans de res una naturalesa divina. Per consegüent, del que es tracta és de viure en harmonia amb els kami (jp: (神)), i així un podrà gaudir de la seva protecció i aprovació. És important també assenyalar l'existència de fantasmes japonesos i altres éssers mitològics en el seu panteó, com per exemple els denominats tengu. Existeixen pocs textos considerats rellevants, alguns d'ells han estat traduïts (Kojiki - Shoku Nihongi).
El xintoisme no posseeix una deïtat única ni predominant, ni regles establertes per a l'oració, encara que sí que compta amb narracions mítiques que expliquen l'origen del món i de la humanitat, temples i festivals religiosos als quals acudeixen milers de persones en dates assenyalades. Encara que el xintoisme no es basa en dogmes o en una teologia complexa, als japonesos els ha donat un codi de valors pràctics, ha modelat els seus comportaments i determinat la seva manera de pensar. Existeixen temples on es pot adorar a les diferents deïtats quan se sent la necessitat de fer-ho.
El xintoisme va ser utilitzat com a ideologia legitimizant durant la fase militar de la història japonesa recent, és a dir, com a base de la divinitat i superioritat del poble japonès; i va ser considerat la religió de l'Estat fins a 1945.

## Tipus de xintoisme
Actualment es poden distingir quatre tipus de xintoisme segons els ritus que s'efectuen:
- Koshitsu shinto (xintoisme de la Casa Imperial)[12]
- Jinja shinto (xintoisme de santuari)[13]
- Shuha shinto (xintoisme de secta)[14]
- Minzoku shinto (xintoisme domèstic o folklòric)[15]

### Koshitsu shinto
Aquesta part ritual del xintoisme correspon a tots els ritus efectuats per l'emperador del Japó i la família imperial per tal de venerar els kami, posant una èmfasi especial en Amaterasu Omikami (deessa del sol avantpassada de la família imperial) i les altres divinitats ancestrals per tal d'assegurar la prosperitat de l'estat japonès, la felicitat dels seus súbdits i la pau. Aquest conjunt de ritus inclou tots aquells efectuats dins del Palau Imperial, així com aquells realitzats en el Gran Santuari d'Ise, on es venera la dea solar.
El més important d'aquests ritus és el Niinamesai, que consisteix en l'ofrena dels primers fruits de l'any i els menjars elaborats amb aquests als kami per a agrair-los la seva benedicció. Segons els textos antics, la deessa Amaterasu fou la primera a efectuar aquesta cerimònia.
L'emperador Showa (l'emperador núm. 124) va començar a cultivar arròs en un camp inundat dins de palau, duent a terme ell mateix tots els passos de plantació, trasplantament i collita per a oferir a les deïtats un banquet produït per ell mateix. Aquest fet reflecteix la importància d'aquests rituals.
Dins del Palau Imperial es troben quatre temples per a la realització dels ritus. Són Kashikodokoro, on es venera Amaterasu Omikami, que es troba al centre dels altres tres, a l'est, Shinden, on es veneren les deïtats del cel i la terra, a l'oest, Koreiden, on es veneren els esperits dels antics emperadors, i finalment, Shinkanden, que va ser construït més tard per a efectuar-hi el Niinamesai. Tots aquests temples estan connectats entre si per mitjà de passadissos per a tal de fer tots els ritus imperials amb comoditat.
Quan li cal, l'emperador té a la seva disposició un grup de sacerdots format per shoten (homes) i nai-shoten (dones) per a dur a terme els rituals, el nombre dels quals ascendeix a unes quantes desenes, incloent-hi el primer de l'any, el genshisai.

### Jinja shinto
Es tracta del xintoisme més antic i també el més estès. Tenim constància de l'existència de temples des de temps immemorials, alguns fins i tot daten dels inicis de la civilització japonesa. Amb el pas dels segles, a mesura que els diversos clans que poblaven el Japó s'anaven distribuint per tot el país, el nombre de temples va augmentar enormement fins a arribar a la xifra aproximada de 200.000 temples als inicis del segle xx. Actualment se’n comptabilitzen entre 80.000 i 100.000, i tot i que no es disposa de xifres oficials, se sap del cert que uns 80.000 que formen part de la Jinja Honcho (associació de temples xintoistes). Cada santuari té la seva pròpia raó de ser, darrere de la seva creació hi ha sempre algun mite o relació amb els kami.
Tot i que la majoria de santuaris estan agrupats sota aquesta associació (vora el 97%) i tenen un sistema de ritus unificat, no existeix un líder religiós ni una escriptures sagrades. Tot i que tampoc existeix una doctrina determinada, podem justificar la raó de ser dels diversos ritus i els referents dels fidels xintoistes en els tres punts següents, descrits el 1956 per la Jinja Honcho quan el nacionalisme japonès encara era molt actiu i es practicava àmpliament el culte a l'emperador:
1. Ser agraïts a la benedicció dels kami(deu)
2. Ser amable amb els altres en aquest món prodigiós
3. Lligar-se als altres en l'harmoniosa voluntat de l'emperador.

### Shuha shinto
Aquesta variant del xintoisme es pot dividir en dues categories: el xintoisme sectari i el nou xintoisme sectari.
El xintoisme sectari està format per una sèrie de grups heterogenis sorgits abans de 1868 i després de 1882 que durant el govern de l'era Meiji, després de la nacionalització dels santuaris i l'establiment del xintoisme com a religió d'estat, van ser adscrits a la supervisió d'una agència governamental creada expressament per a les noves sectes. La majoria d'aquestes sectes es van convertir en entitats religioses independents i van ser classificades com a «xintoisme sectari». Aquestes sectes són: kurozumikyo, shinto shuseiha, izumo oyashirokyo, fusokyo, jikkokyo, shinshukyo, shinto taiseikyo, ontakekyo, shintotaikyo, misogikyo, shinrikyo, konkokyo i tenrikyo. Cada una d'aquestes sectes té el seu propi fundador i les seves pròpies doctrines. La majoria de sectes veneren els kami del cel i la terra, exceptuant alguns casos en què es rendeix culte a algunes divinitats no venerades en el xintoisme de santuari. Les sectes segueixen ritus i festivals semblants, però solen venerar un kami central per damunt dels altres.
Pel que fa al nou xintoisme sectari, es tracta d'un conjunt de sectes que solen tenir un compromís i relació força marcats amb el budisme, el confucianisme, el taoisme i en alguns casos, amb algunes tradicions com l'escola ying-yang. En certs casos, aquestes sectes mostren fortes característiques monoteistes.

### Minzoku shinto
Anomenat també halokitomava, és aquell practicat pel conjunt de la població i, tot i que no està sistematitzat, és inseparable del xintoisme de santuari. Tot i així, durant el regnat del 40è emperador, Temmu (673-686), va ser segregat del xintoisme de santuari quan el govern va establir un sistema relacionat amb els rituals i festivals japonesos, que havien estat practicats paral·lelament amb els rituals budistes. Després d'això el xintoisme domèstic va anar desenvolupant una sèrie de ritus i festivals complexos, que sovint s'entrelligaven amb el budisme, el taoisme i el confucianisme. Entre tots aquests, aquells que no han perdut l'essència xintoista són considerats part del xintoisme folklòric.
Hi ha molts tipus de rituals i festivitats estretament lligats amb el dia a dia dels japonesos, però se'n poden distingir principalment dos tipus:
- Els rituals anuals, dels quals els més importants són els d'any nou i el d'O-Bon.[18]
- El festival d'any nou comença el dia 31 de desembre. Els japonesos dediquen el dia sencer a netejar en profunditat tota la casa i la zona que l'envolta, llavors, prenen un bany i mengen fideus soba. Tots aquests actes, practicats durant segles, són una mostra clara de l'Oharae o, cosa que és el mateix, l'acte de purificar-se un mateix i a tot allò l'envolta per a començar l'any sense influències malignes que puguin embrutar l'esperit. Iniciat el festival d'any nou, l'endemà, la població urbana visita un temple xintoista o budista durant els tres primers dies de l'any. En les comunitats rurals, cada casa executa una cerimònia per a convidar la divinitat, o els organismes municipals fan diversos ritus en benefici de totes les famílies, les quals comparteixen amb els Kami menjars preparats especialment per a l'ocasió, així com sake, el licor d'arròs. Arreu del Japó, els fidels posen als seus altars domèstics uns amulets distribuïts pel santuari local o pel Gran Santuari d'Ise. Després d'això, beuen toso (el sake especial per a l'any nou)[19] i gaudeixen l'àpat d'any nou.
- El festival d'O-Bon, que se celebra durant els mesos de juliol i agost, commemora els avantpassats i rep les seves ànimes a la terra, és, suposadament, un festival d'origen budista relacionat amb diverses creences budistes xineses. Tot i així, també és considerada una festa pròpia del xintoisme folklòric, ja que és una festa originària de l'època en què els cultes xintoistes i budistes es confonien, i per tant, l'O-Bon conté elements xintoistes, com per exemple, la creença que l'ànima individual continua existint després de la mort. Durant les nits del festival, milers de japonesos surten al carrer i es dirigeixen als cementiris més propers, on encenen torxes, espelmes, i làmpades perquè les ànimes puguin trobar el camí de retorn al món terrenal.
- Els rituals que se celebren en determinats moments de la vida:
  - El Hatsumiya és la primera visita que fan els infants japonesos al santuari quan encara són nadons. Els pares porten els seus fills al santuari local perquè els kami els beneeixin com a nous membres de la societat.
  - El Sichi-go-san (lit., 'Set-Cinc-Tres'): els nens de cinc anys i les de nenes tres i set anys visiten el temple per tal de pregar als kami una bona salut, creixement i futur.

Quan els japonesos compleixen els vint anys celebren la cerimònia de la majoria d'edat. Aquesta cerimònia és celebrada oficialment per les institucions públiques, com el govern local. Tot i no ser un acte religiós, la visita al temple és gairebé obligada, i els nous adults, vestits amb les seves millors mudes (en el cas de les noies, quimono), preguen als kami per tal de rebre la seva benedicció i així tenir un futur pròsper.
Quant a la cerimònia de casament, abans de l'era Meiji (1868-1912), era habitual que la família presentés la nova parella als avantpassats davant d'un altar xintoista o budista, i després convidés veïns i coneguts a gaudir d'un banquet a la mateixa casa per tal de donar a conèixer els nuvis a la comunitat. No obstant això, durant i després d'aquest període les parelles van començar a oficiar els seus casaments als santuaris xintoistes, i més tard, als temples budistes i a les esglésies cristianes.

## Demografia

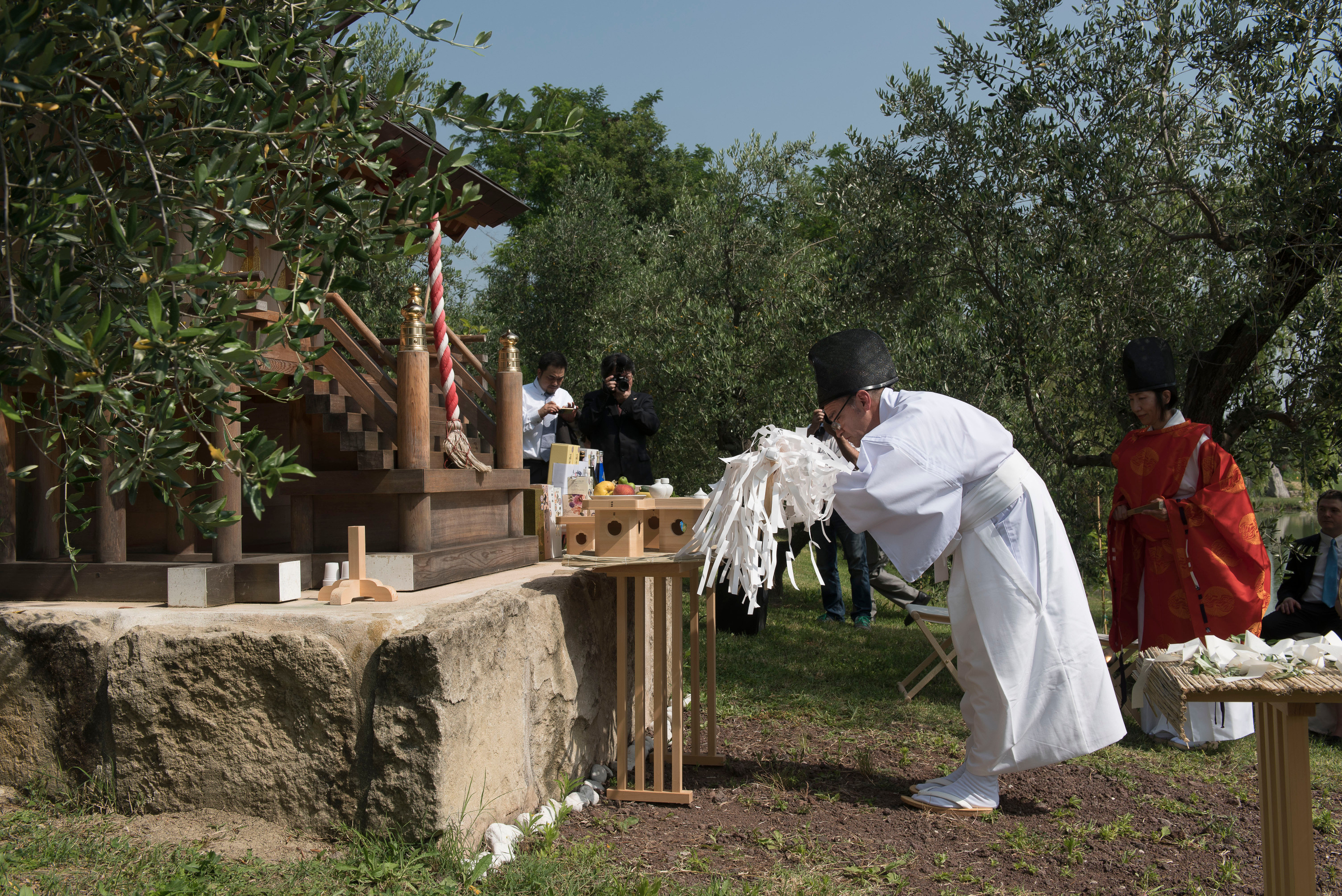
Un ritu xintoista realitzat en un jinja de San Marino, al sud d'Europa

La majoria dels japonesos participen en diverses tradicions religioses, i Breen i Teeuwen assenyalen que, "amb poques excepcions", no és possible diferenciar entre xintoistes i budistes al Japó. Les principals excepcions són els membres de grups religiosos minoritaris, inclòs el cristianisme, que promouen visions del món exclusivistes. La determinació de les proporcions de la població del país que es dedica a l'activitat xintoista es veu obstaculitzada pel fet que, si se'ls pregunta, els japonesos sovint diuen "no tinc religió". Molts japonesos eviten el terme "religió", en part perquè no els agraden les connotacions de la paraula que més hi coincideix en l'idioma japonès, shūkyō. Aquest darrer terme deriva de shū ("secta") i kyō ("doctrina").
Les estadístiques oficials mostren que el xintoisme és la religió més gran del Japó, amb més del 80% de la seva població participant en activitats xintoistes. Per contra, als qüestionaris només una petita minoria de japonesos es descriuen com a "xintoistes". Això indica que un nombre molt més gran de persones participen en activitats xintoistes que no pas citar el xintoisme com la seva identitat religiosa. No hi ha rituals formals per convertir-se en un practicant del "folk Shinto". Per tant, sovint s'estima que la "pertinença xintoista" compta només els que s'uneixen a les sectes xintoistes organitzades. El xintoisme té uns 81.000 santuaris i uns 85.000 sacerdots al país. Segons les enquestes dutes a terme el 2006 i el 2008, menys del 40% de la població del Japó s'identifica amb una religió organitzada: al voltant del 35% són budistes, del 30% al 40% són membres de sectes xintoistes i religions derivades. L'any 2008, el 26% dels participants van declarar visitar sovint santuaris xintoistes, mentre que només el 16,2% va expressar la creença en l'existència de kami en general.

### A fora del Japó

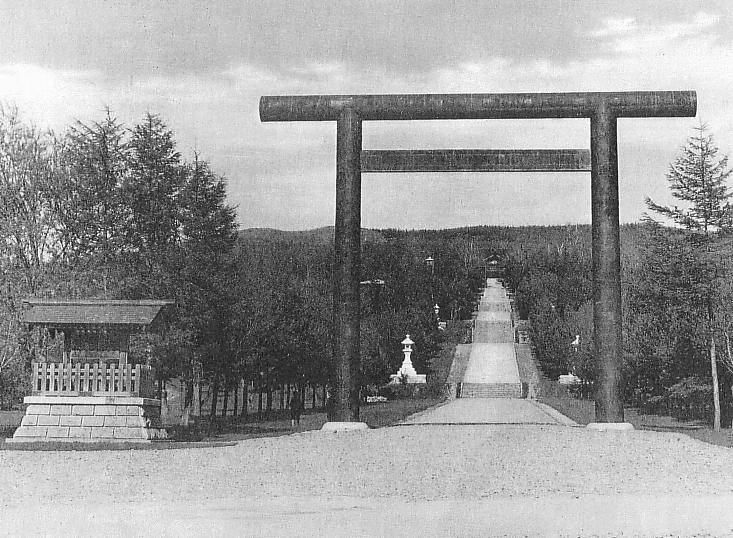
El santuari de Karafuto a la regió de Sakhalin

El final del segle XIX i principis del XX van estar marcats per l'expansió de l'Imperi del Japó, que també va provocar l'expansió del xintoisme als territoris colonitzats. En total, del 1868 al 1945, es van construir 1.640 santuaris en territoris sota control japonès. A més, a partir de 1885, els japonesos van començar a traslladar-se al Hawaii nord-americà, la majoria dels quals van abandonar el Japó per motius econòmics; Des del 1908 també va començar l'emigració al Brasil, on els japonesos treballaven a les plantacions de cafè. Els emigrants van construir santuaris per preservar la seva cultura i adorar les divinitats tradicionals.
Quan l'Imperi Japonés va col·lapsar a la dècada del 1940, hi havia uns 600 jinja als territoris conquerits, la majoria dels quals van desaparèixer. Els migrants japonesos van establir jinja en països com el Brasil, on la doctrina xintoísta va generar interés per part dels ciutadans no japonesos; en indrets com als Estats Units, per exemple.